# Match de improvisación
El match de improvisación es un formato de improvisación teatral competitivo creado el 21 de octubre de 1977 en Quebec, Canadá, bajo la dirección del Théâtre Expérimental de Montréal, por Yvon Leduc y Robert Gravel, quienes deseaban experimentar nuevas formas teatrales y de acercamiento al público. Con el fin de romper el elitismo del teatro, tuvieron la idea de utilizar un formato deportivo, y parodiaron la normativa del hockey sobre hielo. El concepto fue registrado bajo el nombre de «Match de improvisación».
Al principio esta forma de competición fue censurada por los actores: por una parte atacaba la metodología clásica; por otra revelaba la competitividad que existía realmente en el mundo del teatro. Pero esta idea de conflicto, fuente de peligro para los improvisadores, interesó al público e impulsó la improvisación, apoyando la creatividad y la espontaneidad.

## Desarrollo del Match de Improvisación
El concepto se desarrolló con gran éxito primeramente en Quebec, y dentro del mundo francófono y  posteriormente ha crecido de manera significativa en el mundo de habla hispana a partir de 1987, cuando llegó a Argentina de la mano del maestro francés Claude Bazin y las jugadoras legendarias de la LNI de Quebèc Silvye Potven y Silvye Gagnon. A partir de ese momento, comienza una serie de experiencias alrededor del Match de Improvisación y de la Impro en general impulsada por la LPI (Liga Profesional de Improvisación), dirigida por Ricardo Behrens, que luego terminaría expandiéndose hacia otros países de Latinoamérica, fundándose distintas "sedes internacionales".

En muchos países de habla hispana el Match de improvisación se juega pero de manera esporádica, lo cual dificulta su desarrollo y su especificidad. Muchas veces los grupos de improvisación que intentan jugar un match tienen dificultades para lograr la continuidad de una liga con varios equipos y eligen hacer formatos con pocos improvisadores. 

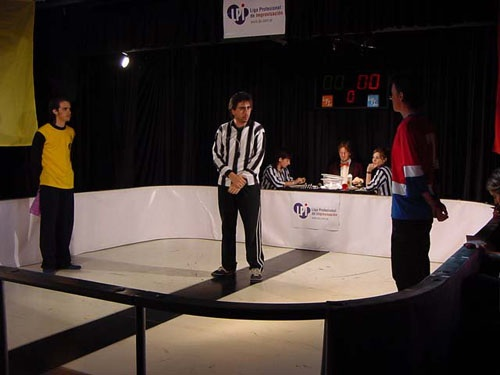
Puesta del Match de Improvisación. Se puede ver la cancha, el Árbitro, el tanteador, los jugadores.

## Concepto

### Procedimiento
Dos equipos, cada uno compuesto por 7 personas (3 jugadores, 3 jugadoras y un entrenador), se enfrentan en una mini pista de hockey sobre hielo de madera (aproximadamente 5 m por 6 m) vestidos con uniformes reglamentarios (pantalones deportivos negros o pantalones de chándal negros, camiseta y zapatillas. El partido es presentado y animado por un maestro de ceremonias llamado MC. Un músico, originalmente un fiel reflejo de los organistas de las arenas de América, toca para calentar el ambiente, llenar los tiempos muertos o resaltar los momentos más destacados, y a veces interviene en algunas improvisaciones. Un árbitro y dos árbitros asistentes se encargan de hacer cumplir las reglas y llevar la cuenta de los puntos. Visten trajes de árbitro de hockey.
El árbitro selecciona al azar los temas (desconocidos para los jugadores) de un barril y señala la forma que tomará la improvisación (la impro) al variar varios elementos:
- Tipo de la improvisación (mixta o comparada): una improvisación mixta permite que los dos equipos jueguen juntos, mientras que una improvisación comparada ve a los dos equipos sucederse en la pista de hockey.
- Título o tema: generalmente se trata de una palabra o frase corta elegida por el árbitro, pero idealmente elegida por un comité formado por personas que no están jugando, es decir, el MC, los asistentes árbitros y el árbitro.
- Cantidad de jugadores: puede ser libre o impuesto por el cartón.
- Categoría o Estilo: puede ser libre o dictada por el cartón entre una amplia gama de posibilidades (al estilo de Molière, de Michel Audiard, cantada, en rimas, sin palabras, en silencio, con accesorios, etc.).
- Duración: generalmente varía de 30 segundos a 8 minutos, pero puede llegar hasta 20 minutos.

Al final de la lectura del cartón, los jugadores de cada uno de los equipos tienen 20 segundos para consultar entre ellos (lo que se llama el caucus en francés). En una comparada, un asistente árbitro verifica que el equipo que juega en segunda posición no se comunique en el banco (para no crear una desigualdad entre los dos equipos). Para esto, tiene un banderín que alza para señalar la falta.
Al final de cada improvisación, el público, con la ayuda de un cartón reversible con los colores de los equipos, vota por la mejor actuación. Se otorga un punto al equipo que obtiene la mayoría de los votos del público y gana la improvisación.
El partido se juega en tres períodos (tiempos) de 30 minutos cada uno, y el equipo que tiene más puntos al final del partido es declarado ganador.
En cualquier momento, el público puede manifestar su descontento o aburrimiento arrojando una pantufla (también llamada "galocha") a la pista de hockey.
El árbitro está ahí para hacer cumplir un cierto número de reglas bien establecidas. Puede pitar faltas usando un silbato. Así, existen 16 faltas oficiales (ver en enlaces externos). Cada equipo que acumule tres faltas le concede un punto al equipo contrario.
El partido de improvisación debe seguir siendo un espectáculo: si se inspira en el deporte y su espíritu competitivo, es para parodiarlos, como lo imaginó su fundador, Robert Gravel. Si se entiende correctamente, el partido de improvisación "juega a jugar un partido". El aspecto más destacado, y lo que indiscutiblemente explica el éxito del partido de improvisación, es que el público mismo participa en el espectáculo y desempeña su propio papel. También se destaca la cantidad de requisitos para los jugadores: escuchar, reaccionar rápidamente, humildad (saber cuándo es apropiado intervenir), arriesgarse, tener una imaginación rica, trabajar en equipo... requisitos que el público descubre como esenciales para que el espectáculo sea bueno.

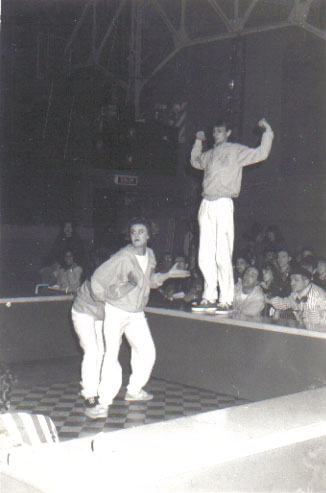
Primer Match de Improvisación en Latinoamérica, realizado en Argentina, Buenos Aires. A la derecha, parado, se ve a Ricardo Behrens, participando como jugador del equipo verde.

## Introducción y desarrollo en otros países

### Argentina
El Match de Improvisación llegó a Argentina en 1988 de la mano del maestro francés Claude Bazin y las jugadoras legendarias de la LNI de Quebèc Silvye Potven y Silvye Gagnon. En ese momento el futuro director de la LPI (Liga Profesional de Improvisación), Ricardo Behrens, participa como jugador del primer Match de Improvisación realizado en el mundo de habla hispana, que se transformó también en el primer espectáculo de Improvisación de la Argentina. En ese mismo partido se funda la LPI, la primera liga habla hispana y la primera compañía de improvisación teatral de Argentina.
En el año 2000, una ya desaparecida liga, muestra el Match De Improvisación en la ciudad de La Plata, junto a Cabe Mallo y se decide que La Plata debía tener su propio elenco. Así se formó la LILP (Liga de Improvisación de La Plata) con Cabe Mallo a la cabeza hasta 2004.
Actualmente el Match se ha instaurado bastante en el país y Mendoza es la sede con mayor convocatoria. La Liga Mendocina de Improvisación es el mayor exponente del formato, generando torneos anuales de Match desde 2011.

## El mundial de Improvisación

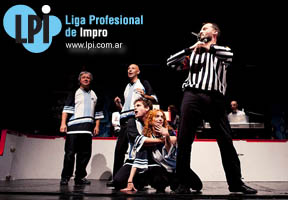
Selección Argentina de Match en el Mundial de Italia

Desde los años 80 es habitual la realización de Mundiales de Improvisación en idioma francés. Canadá, Francia, Bélgica, Suiza e Italia (con una selección en habla francesa) En inglés también se han realizado competencias mundiales, la más importante de ellas se llevó a cabo en Alemania en el año 2006 y fue organizada por la FIFA (a través de Impro Alemania) en el marco de los eventos culturales oficiales del Mundial de Fútbol Alemania 2006. La LPI participó representando a Argentina en el idioma inglés. Allí se ganaron dos partidos contra Francia y Estados Unidos. Sin embargo el idioma es muchas veces una dificultad extra. Es verdad que los equipos pueden utilizar la comunicación no verbal, e incluso tener integrantes que manejen el inglés o francés como segunda lengua, pero al no ser este el primer idioma muchas veces el límite es fuerte. Incluso si hay jugadores que manejan mejor el inglés en general no son los mejores improvisadores de la liga. Existen ligas de improvisación por todo el mundo en diferentes lenguajes, como en inglés en Estados Unidos, con premios económicos.
En marzo de 2012 se realiza nuevamente la Copa del Mundo de Improvisación en Italia. Participaron de ella Argentina, España, Francia, Inglaterra e Italia. La web oficial fue .
Argentina fue nuevamente representada por la LPI, la cual envió un equipo compuesto por Ricardo Behrens (Capitán), Federico Cyrulnik, Sol López Menga, Gustavo Sosa Souz y Aldo Alessandrini (Director Técnico) 

### Mundiales de Improvisación en español

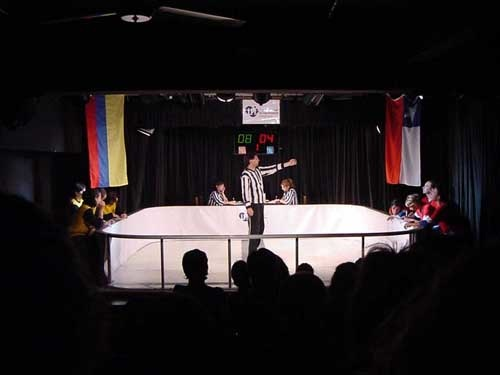
Mundial de Match de Improvisación en Español, realizado por la LPI. Partido entre Chile y Colombia.

A partir de la experiencia inicial del primer partido de Match en español y la necesidad de generar un evento internacional de la magnitud de los mundiales en Francés, Ricardo Behrens (Director de la LPI) propone a Yvon Leduc (Director de la LNI de Canadá y autor de Match de improvisación) la realización de mundiales en español. Es así que en el año 2003 se concreta el Primer Mundial Oficial de Improvisación, en el cual se realiza la 1º Copa del Mundo de Match de improvisación en Buenos Aires, Argentina. A partir del 2004 se realizan varios encuentros entre grupos de impro (México, España, Puerto Rico). En el año 2004 se realizó el Segundo Mundial de Improvisación en español, también en Buenos Aires. En 2007 se realizó la Tercera edición del Mundial de Improvisación] que se realizó entre el 8 y el 18 de noviembre de 2007 en Buenos Aires. Fue el evento más grande de Improvisación Teatral de habla hispana: participaron 7 países y 8 formatos diferentes de improvisación no competitiva, creación de cada compañía.

### Organizaciones
- Sitio oficial de la LNI
- Liga Profesional de Improvisación Argentina

### Reglas
- Las reglas de juego (aprobadas por la LNI) (en francés)
- Reglamento traducido al español
- Las faltas del juego

- Datos: Q1568285
- Multimedia: Theatresports / Q1568285